# Steganosticha remigera
Steganosticha remigera är en fjärilsart som beskrevs av Edward Meyrick 1921. Steganosticha remigera ingår i släktet Steganosticha och familjen spinnmalar. Inga underarter finns listade i Catalogue of Life.